# ان زغمیر
ان زغمیر (به عربی: إن زغمیر) یک شهرداری در الجزایر است که در استان ادرار واقع شده‌است. ان زغمیر ۱۴٬۰۶۲ نفر جمعیت دارد.